# 로버트 로웰

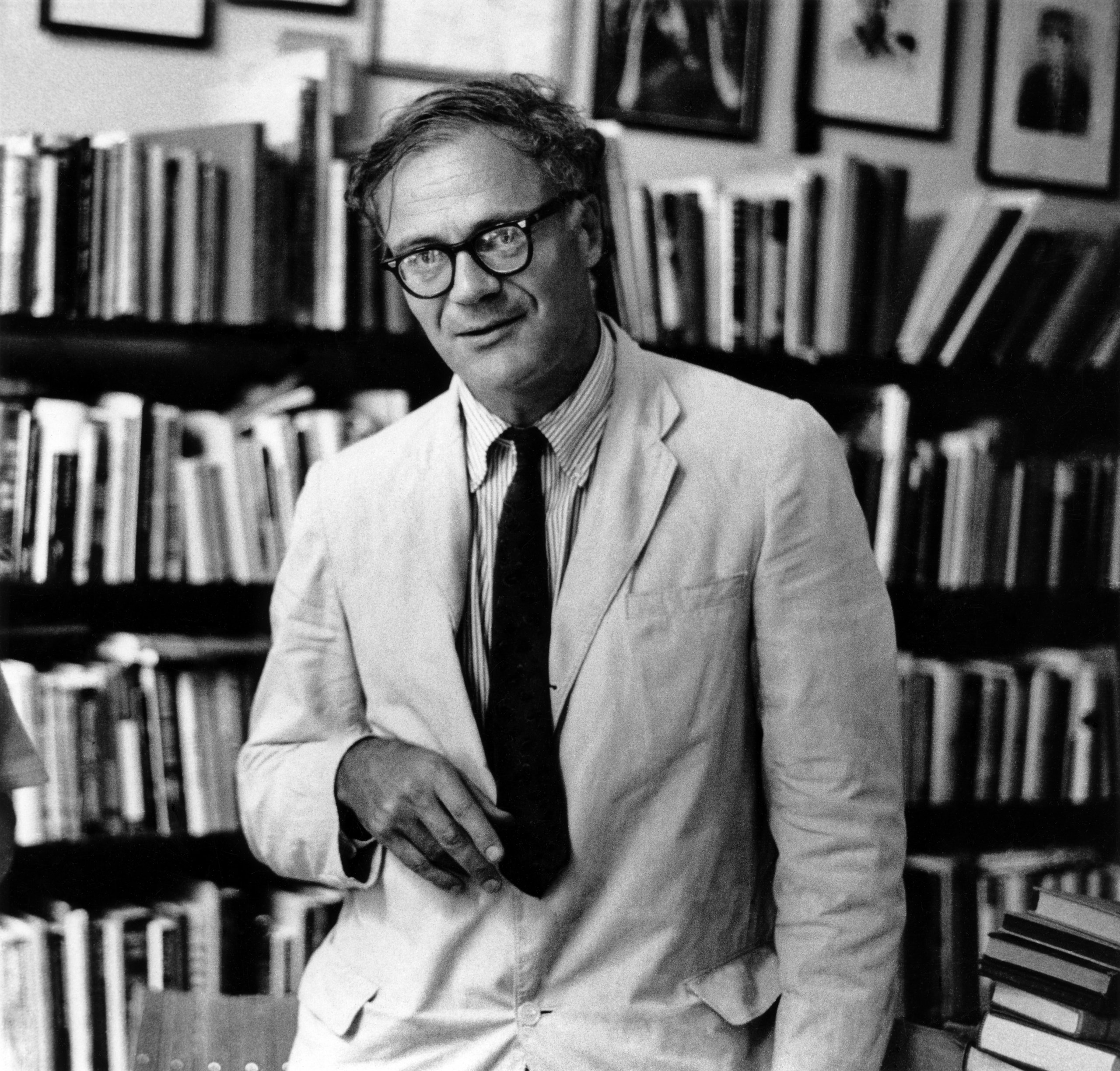

로버트 로웰(Robert Traill Spence Lowell IV, 1917년 3월 1일 ~ 1977년 9월 12일)은 미국의 시인이다.
현대 미국 시단의 중심적 시인의 한 사람. 보스턴의 명문 출신으로 하버드, 캐니언, 루이지애나 주립(州立) 각 대학(各大學)에서 공부하였다. 퓨리터니즘이 강한 지방의 출신이나 카톨릭으로 개종하여 이 양자의 요소가 작품에 두드러지게 나타나 있다. 제1시집 <상이(相異)한 나라>(1946)에 이어 <위어리 경(卿)의 성>(1946)으로 퓰리처상(賞)을 받았고, <인생연구>(1959)로는 전미국도서상(全美國圖書賞)이 수여되었다. 작품 스타일은 대담하며 극적 요소를 가지고 있고, 기발한 것을 찾지 않는 전통적인 맛이 있으나 우화(寓話)의 풍부한 매력을 발산하고 있다. 프랑스 시 등을 영역한 <모방(模倣)>(1961)도 있다. 그는 또한 반전 사상가(反戰思想家)로도 알려져 있다.